# لیتل ماریا (مینه‌سوتا)
لیتل ماریا (به انگلیسی: Little Marais) یک منطقهٔ مسکونی در ایالات متحده آمریکا است که در شهرستان لیک، مینه‌سوتا واقع شده‌است. لیتل ماریا ۳۰ نفر جمعیت دارد و ۱۹۵٫۰۷ متر بالاتر از سطح دریا واقع شده‌است.